# Isaac y Jacob (Ribera)
Isaac y Jacob es un cuadro de José de Ribera, «El Españoleto», pintado al óleo sobre lienzo y con unas dimensiones de 129 x 289 cm. Firmado y datado en 1637, actualmente se conserva en el Museo del Prado de Madrid.

## Historia
Nada se sabe de quién encargó el cuadro para las Colecciones Reales, pero en 1734 la obra estaba en el Real Alcázar de Madrid, posiblemente en la Sala de los Espejos, lugar del que tuvo que ser trasladado debido a un incendio acaecido en aquel año. Pasó entonces al Palacio Real donde estuvo hasta después de la Guerra de la Independencia que fue llevado a la Academia de San Fernando para definitivamente pasar al Museo del Prado en 1854.

## Descripción y estilo

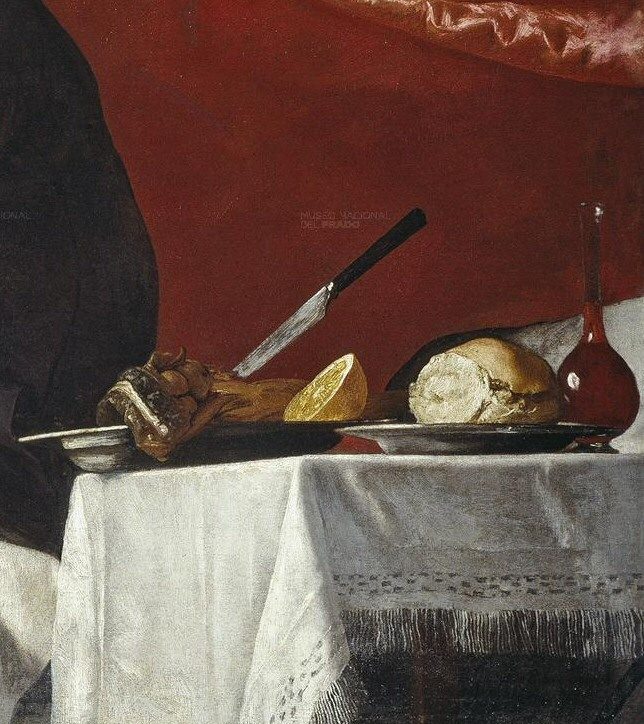
Detalle del bodegón

El cuadro representa lo ocurrido en el Génesis (27, 1-29), momento en el que Jacob, ayudado por su madre Rebeca, engaña a su padre ciego Isaac para recibir la bendición destinada a su hermano mayor, Esaú. Para llevar a cabo el engaño, Jacob se forra un brazo con una piel de cordero imitando los velludos brazos de su hermano.
En la obra, que toda la crítica considera una de las más maduras de Ribera, vemos a los personajes de medio cuerpo, con Isaac tendido en la cama palpando el brazo, Jacob sentado en el lecho y la madre, de aires "velazqueños", animando a su hijo a cometer el engaño. A la izquierda vemos también a Esaú que regresa de caza.
Ribera crea una escena casi teatral en donde con su habilidad cromática y el portentoso uso de una vibrante luz consigue hacernos sentir el ambiente, casi palpar los objetos y transmitirnos el tacto de las telas, de la piel de cordero y conferir a los rostros de los personajes un asombroso naturalismo. Destacable es el bodegón a la derecha del lienzo que, aunque fue un género que Ribera apenas practicó, fue  punto de referencia seguro para los trabajos en este tema de pintores posteriores.
El punto de vista de la obra, cuyo punto focal se sitúa considerablemente bajo, y el formato alargado del cuadro, hace suponer que fue pintado para ser contemplado desde abajo, tal vez situado como sobrepuerta o sobreventana.